# 방화대로
방화대로(傍花大路)는 서울특별시 강서구 외발산동 시계(고강지하차도사거리)를 시점으로 방화동 88 분기점까지 연결하는 간선도로이다. 2025년 5월 기준 공항동 일부 구간이 미개통 상태이다.

## 노선
- 88 분기점: 88 분기점 동쪽의 올림픽대로와 방화대로는 연결되었으나 방화대교와 방화대로를 연결하는 램프는 2027년 12월 개통 예정이다.
- 방화터널: 치현산을 지난다. 2015년 7월 1일에 완공되었다.
- 신방화사거리: 양천로와 교차
- 신방화역 교차로: 초원로(방화대로 서쪽), 마곡중앙5로(동쪽)과 교차
- 방화대로와 공항대로가 교차하는 삼거리: 토지 정화가 안끝난 옛 군부대 부지가 있어서 남쪽으로는 미연결 구간이다.[1]
- 미개통 구간: 2025년 개통 예정.
- 방화대로7길과 방화대로8길이 교차하는 사거리: 사거리 북쪽의 개통 구간은 현재 공영주차장으로 쓰이고 있다.
- 외발산사거리: 남부순환로, 발산로와 교차
- 메이필드호텔 입구 (대한항공, 김포국제공항 화물청사 후문): 하늘길, 오정로와 교차
- 고강지하차도사거리(강서 나들목): 역곡로로 직결, 봉오대로와 교차